# Esposizione del crocifisso nelle aule scolastiche

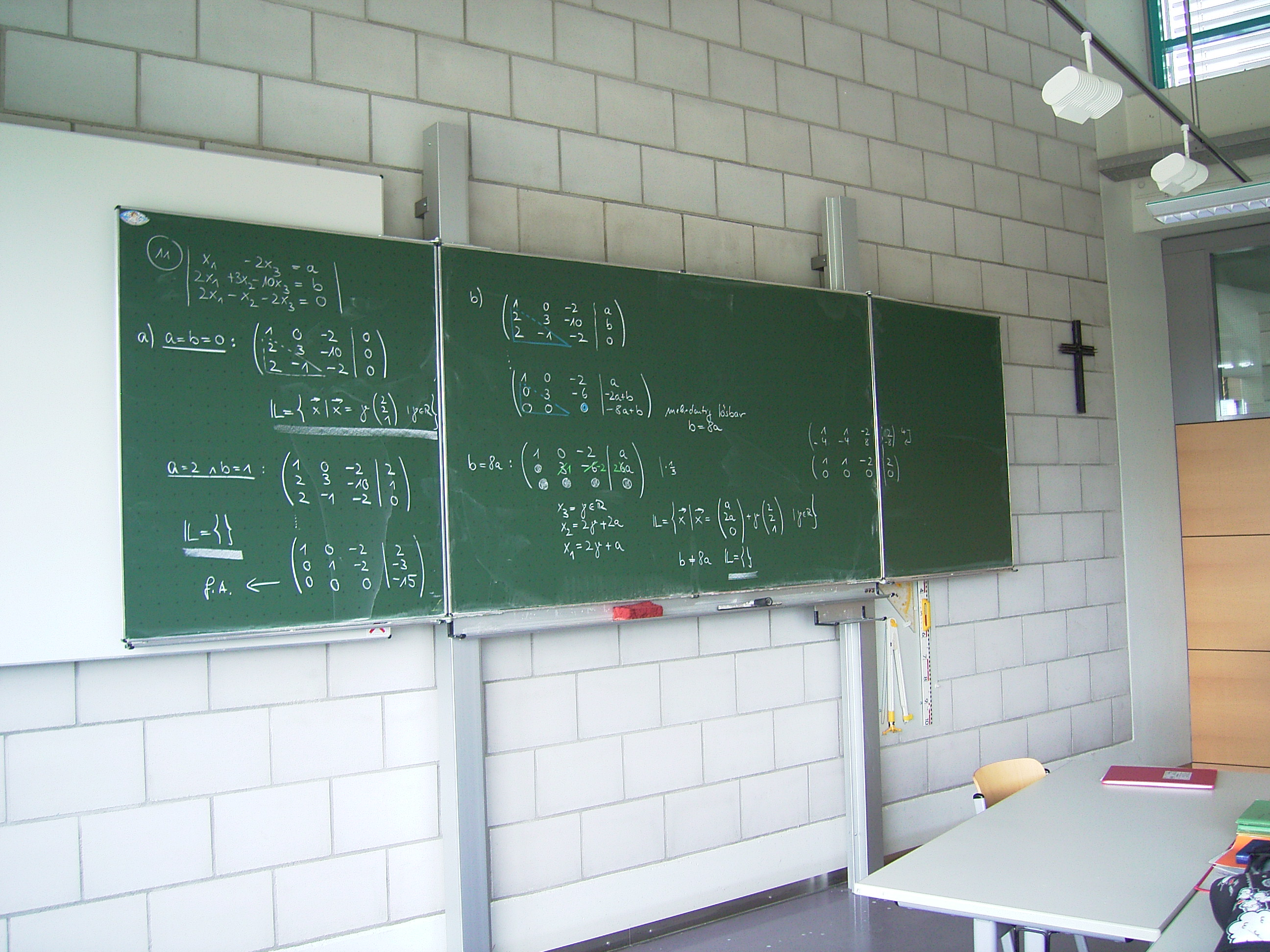
Crocifisso in un'aula scolastica tedesca a Überlingen, nel Baden-Württemberg

L'esposizione del crocifisso nelle aule scolastiche è presente in alcuni paesi a maggioranza cristiana.
Questo tipo di simbolismo ha sollevato forti proteste da parte delle associazioni laiche, di diverse confessioni religiose e da atei e agnostici, spesso confortate da sentenze dei tribunali di vario grado nei distinti Paesi. In Francia è espressamente proibita dalla legge, nelle scuole pubbliche, dagli inizi del XX secolo.
Sul tema si è espressa anche la Corte Europea dei Diritti dell'Uomo che, dopo aver inizialmente accolta l'istanza nel 2009 ha poi definitivamente respinto nel 2011 la richiesta della rimozione affermando che "nulla prova l'eventuale influenza che l'esposizione di un simbolo religioso sui muri delle aule scolastiche potrebbe avere sugli alunni; non è quindi ragionevolmente possibile affermare che essa ha o no un effetto su persone giovani le cui convinzioni sono in fase di formazione".
| Paesi                 | Anno legge | Note |
| --------------------- | ---------- | --- |
| Austria               | 1962       | Esposto solo se almeno metà degli alunni è cristiano. |
| Belgio                |            | Consentito solo nelle scuole cattoliche, vietato in quelle statali, provinciali e comunali. |
| Francia               | 1905       | |
| Germania              | 1995       | Consentito solo in Baviera a meno che gli studenti non obiettino che esso leda la loro libertà di coscienza. |
| Grecia                |            | |
| Italia                | 1924       | L'esposizione non è obbligatoria ma nemmeno discriminatoria. Non può essere imposta, però deve essere decisa in autonomia dalla scuola in questione. |
| Romania               | 2006       | Inizialmente vietato nel 2006 dalla decisione 323/2006 del Consiglio Nazionale per la Lotta alla Discriminazione; tuttavia tale decisione fu annullata nel 2008 dall'Alta corte di cassazione e giustizia romena, che ribadì la legittimità e la legalità dell'esposizione nelle scuole di icone e simboli religiosi come il crocifisso. |
| San Marino            |            | Nel 2009, a seguito della sentenza contro l'Italia, la coalizione di opposizione Sinistra Unita ha chiesto la rimozione dei crocifissi nelle scuole, ma il Segretario alla Pubblica Istruzione Romeo Morri ha rifiutato la richiesta. |
| Spagna                | 1978       | Ampiamente presente. Nel 2009 un disegno di legge intendeva vietarlo. |
| Stati Uniti d'America |            | Sono presenti la bandiera statunitense e tipicamente anche il testo dell'inno nazionale. |
| Svizzera              | 1990       | |

     Obbligatorio
     Facoltativo
     Vietato
     Altro (note)

## Austria
La presenza del crocifisso è garantita da una legge del 1949, confermata dal Concordato del 1962; può essere esposto nelle aule scolastiche se almeno metà degli alunni appartiene a una delle confessioni cristiane..

## Belgio
In Belgio il crocifisso, come ogni altro simbolo religioso, è proibito nelle scuole statali, provinciali e comunali, mentre è permesso nelle scuole cattoliche.

## Francia
In Francia l'articolo 28 della legge 9 dicembre 1905 vieta espressamente l'esposizione di simboli o emblemi religiosi su monumenti o in spazi pubblici, a eccezione dei luoghi di culto, dei campi di sepoltura, dei musei e delle mostre. A un secolo di distanza il parlamento francese, ribadendo la laicità dello stato, ha approvato a larghissima maggioranza la legge n. 228 del 15 marzo 2004, comunemente chiamata "legge anti-velo", il cui articolo 1 estende il divieto proibendo, nelle scuole primarie e secondarie, di indossare simboli o indumenti che ostentino l'appartenenza religiosa.

## Germania
Il crocifisso è esposto solo in Baviera nelle aule delle scuole elementari, dato che il Land è storicamente cattolico; se però alcuni studenti obiettano che esso lede la loro libertà di coscienza, le autorità scolastiche aprono un procedimento di conciliazione, che può condurre alla rimozione. Una sentenza della Corte Costituzionale Federale tedesca del 1995 ha sancito l'incostituzionalità della presenza dei simboli religiosi nelle aule scolastiche.

## Grecia
In Grecia il crocifisso è di norma esposto nelle aule scolastiche.

## Italia
L'esposizione del crocifisso nelle aule scolastiche italiane è prevista da due regi decreti (atti normativi non legislativi) del 1924 e del 1928, sebbene non esista una normativa generale che imponga la sua presenza nei locali pubblici (nel caso dei tribunali, l'obbligo è previsto da una circolare ministeriale). Le normative riguardano però le sole scuole elementari e medie, lasciando indefinita la questione per materne, superiori e università. Nonostante la chiarezza delle direttive, tuttavia, non tutte le scuole in questione si adeguano ad esse. Negli ultimi decenni è inoltre fonte di vivaci polemiche circa la laicità dello stato italiano.
La normativa relativa all'imposizione del crocifisso nelle aule scolastiche in Italia trova una prima (implicita) indicazione nella Legge Casati del 1859. Le normative solitamente citate dalla giurisprudenza recente sono contenute nei due regi decreti del 1924 e 1928, mai abrogati, relativi rispettivamente alla scuola media ed elementare. Non ci sono chiare indicazioni normative per gli altri ordini (materna e superiore).
Coloro che hanno addotto obiezioni alla presenza del crocifisso lo hanno fatto identificandolo come una violazione del principio di laicità professato dallo stato italiano. I tribunali civili però si son detti non competenti a decidere in materia: poiché le indicazioni del ministero non sono vere e proprie leggi civili, ma provvedimenti amministrativi interni alla scuola, la competenza spetta ai vari TAR. Il Consiglio di Stato, di grado superiore ai vari TAR nazionali e supremo organo di consulenza amministrativa, si è pronunciato a favore della presenza del crocifisso nelle aule scolastiche con un parere del 1988 e uno del 2006.
Una sentenza di Cassazione del 2021 ha stabilito infine che l'esposizione non è obbligatoria ma nemmeno discriminatoria, che non può essere imposta, però deve essere decisa in autonomia dalla scuola in questione, con un dialogo e un accordo tra le parti coinvolte in un'eventuale disputa, seguendo e rispettando le diverse sensibilità.
Il 10 settembre 2021 una sentenza delle Sezioni Unite della Corte di Cassazione ha stabilito che, pur non essendo obbligatoria, l’affissione del crocifisso non può essere ritenuta atto discriminato nei confronti di chi non la condivide. Le sezioni unite hanno stabilito che ogni scuola decide in autonomia se esporlo o meno, ma che la decisione deve essere un «ragionevole accordo» tra le parti che abbiano posizioni diverse.

## Romania
In Romania la Decisione 323/2006 del Consiglio Nazionale per la Lotta alla Discriminazione aveva stabilito che il Ministero dell'Educazione deve "rispettare il carattere secolare dello stato e l'autonomia della religione", e che "simboli religiosi devono essere mostrati solo durante le ore di religione o in aree dedicate esclusivamente all'educazione religiosa". Il caso nasceva dal ricorso di Emil Moise, maestro e genitore della contea di Buzău, che contestava come l'esposizione pubblica di icone ortodosse costituisse una rottura della separazione tra Stato e Chiesa in Romania, e come ciò costituisse una discriminazione contro atei, agnostici e non religiosi.
Tuttavia la decisione del Consiglio Nazionale per la Lotta alla Discriminazione fu successivamente annullata l'11 giugno 2008 dall'Alta corte di cassazione e giustizia romena, che ribadì che la presenza nelle scuole di icone e simboli religiosi come il crocifisso è del tutto legale.

## San Marino
A San Marino la coalizione di opposizione Sinistra Unita, dopo la sentenza contro l'Italia della Corte europea dei diritti dell'uomo del 2009, ha chiesto la rimozione dei crocifissi nelle scuole, con la motivazione di rispettare la laicità nelle scuole, ma il Segretario alla Pubblica Istruzione Romeo Morri si è pronunciato contro la richiesta sostenendo che: "Mentre i valori del cristianesimo e del giudaismo hanno sempre affermato la libertà della ricerca di Dio, le menti intellettualmente povere hanno sempre negato sia la libertà che la ricerca. La disputa sul crocifisso rischia di segnare una regressione culturale e politica, perché limitativa della libertà di pensiero e delle sue manifestazioni, il vero pericolo è di livellare le esperienze religiose in nome della laicità e a costo di contraddire una sensibilità senza dubbio maggioritaria". Nel 2005 era stata proposta un'Istanza d'arengo per la rimozione del crocifisso da aule e uffici pubblici, poi rigettata.

## Spagna
Il crocifisso è affisso nelle aule scolastiche in Spagna dal 1930 ed è tuttora presente, nonostante la costituzione aconfessionale dello Stato entrata in vigore nel 1978.
Nel 2009 il governo guidato da Zapatero ha messo a punto un disegno di legge per togliere ogni simbolo religioso dalla scuola pubblica. Il dibattito era già nato poco prima, quando un giudice di Valladolid aveva deciso di "far ritirare i simboli religiosi dalle classi e dagli spazi comuni" in una scuola di Valladolid dopo che alcuni genitori nel 2005 ne avevano chiesto la rimozione.

## Stati Uniti
Nelle scuole pubbliche di Stato non esiste il crocefisso nelle aule. Ci sono invece la bandiera americana e tipicamente anche il testo dell'inno nazionale.

## Svizzera
In Svizzera il comune ticinese di Cadro decise di mettere il crocifisso in tutte le aule scolastiche, ma nel 1990 il Tribunale Federale si pronunciò contro l'esposizione dei crocifissi e per la loro rimozione con la motivazione che "lo Stato ha il dovere di assicurare la neutralità in ambito filosofico-religioso della sua scuola e non può identificarsi con una confessione o religione. Deve evitare che gli studenti siano offesi nelle loro convinzioni religiose dalla continua presenza del simbolo di una religione a cui non appartengono".